# Coelioxys luangwana
Coelioxys luangwana är en biart som beskrevs av Cockerell 1939. Coelioxys luangwana ingår i släktet kägelbin, och familjen buksamlarbin. Inga underarter finns listade i Catalogue of Life.